# Hienadź Łycz
Hienadź Michajławicz Łycz (biał. Генадзь Міхайлавіч Лыч, ros. Геннадий Михайлович Лыч, Giennadij Michajłowicz Łycz; ur. 25 lutego 1935 w Mogilnym w rejonie uzdowskim) – białoruski naukowiec ekonomista, doktor nauk ekonomicznych (odpowiednik polskiego stopnia doktora habilitowanego), profesor, akademik.

## Życiorys
Urodził się 25 lutego 1935 roku we wsi Mogilnoje, w rejonie uzdowskim obwodu mińskiego Białoruskiej SRR, ZSRR. W 1958 roku ukończył Białoruski Państwowy Instytut Gospodarki Narodowej. W 1973 roku uzyskał stopień doktora nauk ekonomicznych (odpowiednik polskiego stopnia doktora habilitowanego), a w 1977 roku – tytuł profesora. W 1986 roku został członkiem korespondentem Akademii Nauk Białoruskiej SRR, a w 1991 roku – akademikiem Narodowej Akademii Nauk Białorusi (NANB).
W latach 1958–1961 pracował jako młodszy pracownik naukowy, kierownik sekcji w Państwowej Rolniczej Stacji Doświadczalnej w obwodzie brzeskim. W latach 1964–1967 był starszym pracownikiem naukowym w Białoruskim Naukowo-Badawczym Instytucie Ekonomiki i Organizacji Produkcji Rolnej. W latach 1967–1977 pracował jako kierownik zakładu w Białoruskim Naukowo-Badawczym Instytucie Melioracji i Gospodarki Wodnej Ministerstwa Melioracji i Gospodarki Wodnej ZSRR. W latach 1977–1988 był wicedyrektorem Białoruskiego Naukowo-Badawczego Instytutu Ekonomiki i Organizacji Produkcji Rolnej. Od 1988 roku pełnił funkcję dyrektora i jednocześnie do 1992 roku kierownika Zakładu Zagadnień Rolnych Instytutu Ekonomiki NANB. W latach 1992–1997 był akademikiem sekretarzem Wydziału Nauk Humanistycznych NANB. Pod koniec lat 90. był głównym pracownikiem naukowym Zakładu Zagadnień Ekologiczno-Ekonomicznych Instytutu Ekonomiki NANB.

## Zakres badań i poglądy
Hienadź Łycz zajmuje się badaniem problemów niezależności gospodarczej, międzynarodowej integracji ekonomicznej, ekonomiki przejściowej i reform rynkowych. W swoich pracach poddawał analizie m.in. efektywność produkcji rolnej, skutki melioracji terenów podmokłych i kwestie ekologii w produkcji. Wielokrotnie ostro krytykował politykę gospodarczą i społeczną prowadzoną przez przywódcę Białorusi Alaksandra Łukaszenkę. Jego zdaniem drogą do poprawy jakości życia mieszkańców Białorusi jest wzmacnianie niezależności tego kraju, zarówno na płaszczyźnie ekonomicznej, jak i politycznej.

## Prace
Hienadź Łycz jest autorem ponad 290 prac naukowych, w tym ponad 10 monografii, m.in.:
- Ekonomiczeskaja effiektiwnost′ osuszitielnych mielioracyj, 1968;
- Effiektiwnost′ mielioracyi, 1975;
- Ekonomiczeskoje obosnowanije mielioratiwnych mieroprijatij, Mińsk, 1977;
- we współautorstwie z Nikołajem Wasilenką: Chozrasczet w ekspłuatacyi mielioratiwnych sistem, Mińsk, 1978;
- Aktualnyje problemy powyszenija ekonomiczeskoj effiektiwnosti sielskochoziajstwiennogo proizwodstwa, Mińsk, 1984;
- Razwitije mielioracyi ziemiel i powyszenije jeje ekonomiczeskoj effiektiwnosti w swietie rieszenij oktiabrskogo (1984 g.) Plenuma CK KPSS, Mińsk, 1985;
- we współautorstwie z Jewgienijem Niestierienką: Effiektiwnost′ poldernogo osuszczenija pojmiennych ziemiel Polesja, Mińsk, 1985;
- Agrarnaja politika partii, Mińsk, 1986;
- Agropromyszlennyj kompleks Biełorusskoj SSR, Mińsk, 1988;
- Ekonomiczeskaja effiektiwnost′ sielskochoziajstwiennogo proizwodstwa, Mińsk, 1988;
- Effiektiwnost′ ispolzowanija poizwodstwiennych resursow, Mińsk, 1990;
- we współautorstwie z Michaiłem Nikitienką: Riegionalnaja ekonomika: suszcznost′ i miechanizmy uprawlenija, Mińsk, 1992;
- we współautorstwie z Igorem Pielipasiem: Wazimoswiaź proizwoditielnosti i opłaty truda w sielskom choziajstwie, 1993;
- Ekonomika Biełarusi: puti stabilizacyi i socyalno-ekonomiczeskogo obnowlenija, Mińsk, 1995;
- we współautorstwie z Z. Patiejewą: Czernobylskaja katastrofa: socyalno-ekonomiczeskije problemy i puti ich rieszenija, Mińsk, 1999;
- Rynocznoje rieformirowanije ekonomiki Biełarusi: itogi i pierspiektywy, Mińsk, 2000;
- we współautorstwie: Ekanamicznaja biaspieka: sacyjalna-ekanamicznyja aspiekty, Mińsk, 2003[2].

Jest także autorem około 30 prac publicystycznych, m.in.:
- Intelektualnaja dzirka. Mińsk: 1998. (biał.). Brak numerów stron w książce;
- Pakutliwyja błukanni. Mińsk: 2000. (biał.). Brak numerów stron w książce;
- Narodam zwacca. Mińsk: 2001. (biał.). Brak numerów stron w książce;
- Tragiedyja biełaruskaha sialanstwa. Mińsk: 2003. (biał.). Brak numerów stron w książce[2].